# Steuerhoheit
Steuerhoheit ist in der Finanzwissenschaft und im Finanzverfassungsrecht das Recht einer Körperschaft des öffentlichen Rechts, Steuern zu erheben.
Die Steuerhoheit ist Teil der Finanzhoheit, welche die gesamten Staatsfinanzen mit den Staatseinnahmen und Staatsausgaben umfasst. Die Steuerhoheit entscheidet darüber, wer Steuergläubiger für eine bestimmte Steuerart ist.
Allerdings wird in der Fachliteratur der Begriffsinhalt der Steuerhoheit unterschiedlich festgelegt. Steuerhoheit betreffe lediglich die Gesetzgebungskompetenz, darüber hinaus gebe es die Besteuerungs-, Ertrags- und Verwaltungshoheit.

## Arten
Die Steuerhoheit ist allgemein in vier Teilbereiche aufgeteilt:
- Steuergesetzgebungshoheit: Gesetzgebungshoheit ist das Recht zur Gesetzgebung durch die Legislative. Sie ist für Steuergesetze in Art. 105 GG geregelt. 
  - Der Bund hat die ausschließliche Gesetzgebungskompetenz über Zölle und Finanzmonopole (Art. 105 Abs. 1 GG) und die konkurrierende Gesetzgebung für Verbrauchsteuern, Verkehrsteuern, Einkommensteuer, Vermögensteuer, Erbschaft- und Schenkungsteuer sowie Realsteuern (Art. 105 Abs. 2 GG).[4] Hierzu gehört auch das Steuerfindungsrecht.
  - Die Länder besitzen die ausschließliche Gesetzgebungskompetenz für örtliche Verbrauch- und Aufwandsteuern, solange und soweit sie nicht bundesgesetzlich geregelten Steuerarten gleichartig sind (Art. 105 Abs. 2a GG). Konkurrierende Gesetzgebungskompetenz steht den Ländern zu,  solange und soweit der Bund von seinem Gesetzgebungsrecht keinen Gebrauch macht (Art. 105 Abs. 2 GG in Verbindung mit Art. 72 Abs. 1 GG).[5]
- Ertragshoheit: Das Recht auf das Steueraufkommen einer bestimmten Steuerart.[6] Die Steuerertragshoheit ist aufgrund Art. 106 GG durch die Steuerverteilung auf Bund, Länder und Gemeinden aufgeteilt.[7]
- Steuerverwaltungshoheit: Gemäß Art. 108 GG das Recht zum Vollzug der Steuergesetze durch Bundes- und Landesfinanzverwaltung.[8]
- Steuerrechtsprechungshoheit: Die Steuerrechtsprechung obliegt der Finanzgerichtsbarkeit, oberste Instanz ist der Bundesfinanzhof (BFH).

Manche Autoren erwähnen lediglich drei Teilbereiche.
In Finanzwissenschaft und Steuerlehre wird die Steuerhoheit meist nicht als solche untersucht und erklärt, sondern Teilbereiche von ihr wie die Ertragshoheit. Da den Gemeinden keine Steuergesetzgebungshoheit zusteht, ist ihre Ertragshoheit bei Kommunalabgaben auf das Landesrecht des jeweiligen Kommunalabgabengesetzes angewiesen. 

## Finanzausgleich
Liegt die Steuerhoheit (insbesondere die Ertragshoheit) für verschiedene Steuerarten bei unterschiedlichen Steuergläubigern wie oft in föderal organisierten Bundesstaaten, so wird ein Finanzausgleich erforderlich. Sind die durch öffentliche Aufgaben verursachten Staatsausgaben auf untere Ebenen durch passiven Finanzausgleich dezentralisiert, muss der aktive Finanzausgleich bei unterschiedlich hohem Steueraufkommen mehrerer Ebenen für finanziellen Ausgleich der Ausgaben sorgen. Der Finanzausgleich ist stets auch die Folge unterschiedlich organisierter Steuer- und Ertragshoheiten. 

## International
Österreich
In Österreich ist die Steuerhoheit sehr zentral auf den Bund fokussiert, der den Ländern 95 % ihrer Ausgaben durch Bundessteuern im Finanzausgleich deckt. Die Steuerhoheit für die wichtigsten Steuern (wie Einkommensteuer, Körperschaftsteuer, Umsatzsteuer) liegt beim Bund (§ 9 FAG). Bei „ausschließlichen Landesabgaben“ wie die Nächtigungsabgabe, die Landesjagdabgabe und die Landes-Kurabgabe haben die Länder Steuerhoheit (§ 16 FAG). Gemeindeabgaben nach § 16 FAG sind insbesondere Vergnügungssteuer und Hundesteuer.
 Schweiz
In der Schweiz erhebt der Bund aufgrund seiner Steuerhoheit aus Art. 128 bis Art. 134 Bundesverfassung die aufkommensstarken indirekten Steuern (wie Mehrwertsteuer, Mineralöl-, Tabaksteuer, Branntweinsteuer, Biersteuer, Automobilsteuer, Stempelsteuer, Verrechnungssteuer und die Zölle), zudem schreibt er eine für alle Schweizer einheitliche Einkommenssteuer vor. Zusätzlich erheben auch die Kantone (in Form der Kantonssteuer) und Gemeinden (in Form der Gemeindesteuer) Einkommenssteuern und legen dabei sehr unterschiedliche Steuersätze zugrunde. Dies fördert den Steuerwettbewerb.
Die Kantone und nach Maßgabe der jeweiligen Kantonsverfassungen und kantonalen Steuergesetze die Gemeinden erheben direkte Steuern und alle anderen Steuern. Die Gesetzgebungshoheit der Kantone für die direkten Steuern ist seit 1993 teilweise durch das Bundesgesetz über die Harmonisierung der direkten Steuern der Kantone und Gemeinden (StHG) begrenzt, aber insbesondere Steuertarife, Steuersätze und Steuerfreibeträge kann jeder Kanton frei festlegen (siehe auch Steuerharmonisierung). 
 Spanien
In Spanien liegt die Steuerhoheit allein beim Zentralstaat; dieser erhebt die Steuern und teilt den autonomen Regionen die Gelder zu.